# Hugues III de Lusignan
Pour les articles homonymes, voir Hugues de Lusignan.
Hugues III de Lusignan, dit le Blanc,,, né vers 970 et mort vers 1012 est un noble poitevin, seigneur de Lusignan (v. 980-1012). Il possédait également les châteaux et les châtellenies de Frontenay et de Civray.

## Biographie

### Famille et entourage
Hugues III le Blanc est le fils d'Hugues II le Cher, (av. 950-v. 980), seigneur de Lusignan et d'Avierne (av. 947/955-ap. 959/977), probable parente des Rorgonides dont les seigneurs de Parthenay sont peut-être issus. Son frère cadet, Joscelin (v. 974-ap. 1012/1019) est pourvu des seigneuries de Vivonne et de Chizé.
Hugues est un membre important de l'entourage des comtes de Poitou, ducs d'Aquitaine. Il semble avoir été un proche de la duchesse Emma, mère de Guillaume V le Grand.

## Mariage et descendance

### Arsende [d'Aulnay]
Arsende (av. 984-ap. 1014) est l'hypothétique fille de Cadelon II ou Châlon II (av. 915/920-ap. 967/987), vicomte d'Aulnay, et d'Arsende (av. 954-ap. 967) son épouse, et la sœur du vicomte Cadelon III d'Aulnay ; mais sans preuve. Hugues III de Lusignan épouse Arsende.

### Postérité
Le couple a pour enfants :
- Hugues IV de Lusignan dit le Chiliarque ou le Brun (av. 997-1030/1032)[14] ;
- Anne dite la Blanche (av. 1000-ap. 1032). Elle épouse Gautier Granier (av. 995-ap. 1032)[15], vassal des seigneurs de Lusignan pour Mezeaux[16] l'un de leurs fiefs les plus importants dans la région de Poitiers[4].

Sans certitude :
- Aimery dit le Blanc (av. 1012-v. 1072)[15].

## Sources et bibliographie